# Francisco Villarroya
Francisco Javier Pérez Villarroya (* 6. August 1966 in Saragossa) ist ein ehemaliger spanischer Fußballspieler.

## Karriere

### Verein
Villarroya begann in der Jugend von Real Saragossa mit dem Fußballspielen. Seinen ersten Einsatz im Profibereich hatte er am 9. September 1984 bei der 0:4-Niederlage beim FC Barcelona. In der Folgezeit spielte er für Deportivo Aragón, dem Reserveteam von Saragossa. Erst im Frühjahr 1987 hatte er zwei weitere Einsätze in der Primera División. Mit Beginn des Jahres 1988 etablierte sich Villarroya endgültig als Stammspieler.
1990 wechselte Villarroya zu Real Madrid. Mit Real gewann er 1990 die Supercopa de España und 1993 gegen seinen alten Klub aus Saragossa die Copa del Rey. Nach zwei Spielzeiten als Stammspieler wurde er ab der Saison 1992/93 nur noch sporadisch eingesetzt. Er wechselte daher 1994 zu Deportivo La Coruña, wo er erneut die Copa del Rey und den spanischen Supercup gewann. Er wurde jedoch in keinem der Finalspiele eingesetzt. 1996 wechselte er zu Sporting Gijón. Dort stand Villarroya in seiner ersten Saison fast immer in der Startelf. In der Rückrunde der Saison 1997/98 kam er nur noch zweimal zum Einsatz. Zur Saison 1998/99 wechselte er zum Zweitligisten CD Badajoz, wo er seine Karriere am Ende der Spielzeit beendete.

### Nationalmannschaft
Villarroya debütierte am 20. September 1989 beim 1:0 in einem Freundschaftsspiel gegen Polen in der spanischen Nationalmannschaft.
Nach der erfolgreichen Qualifikation für die Weltmeisterschaft 1990 in Italien wurde Villarroya von Nationaltrainer Luis Suárez in das spanische Aufgebot berufen. Er bestritt alle vier Partien der Spanier während des Turniers. Nach dem Gruppensieg in der Vorrunde schieden die Spanier nach einem 1:2 nach Verlängerung gegen Jugoslawien im Achtelfinale aus dem Turnier aus.
Sein letztes von insgesamt 14 Länderspielen bestritt Villarroya am 19. Februar 1992 beim 1:1 in einem Freundschaftsspiel gegen die Gemeinschaft Unabhängiger Staaten.

## Erfolge
- Spanischer Pokalsieger: 1992/93, 1994/95
- Spanischer Supercupsieger: 1990, 1995